# Jaspis carteri
Jaspis carteri är en svampdjursart som först beskrevs av Ridley 1884.  Jaspis carteri ingår i släktet Jaspis och familjen Ancorinidae. Inga underarter finns listade i Catalogue of Life.